# Микротитрационный планшет

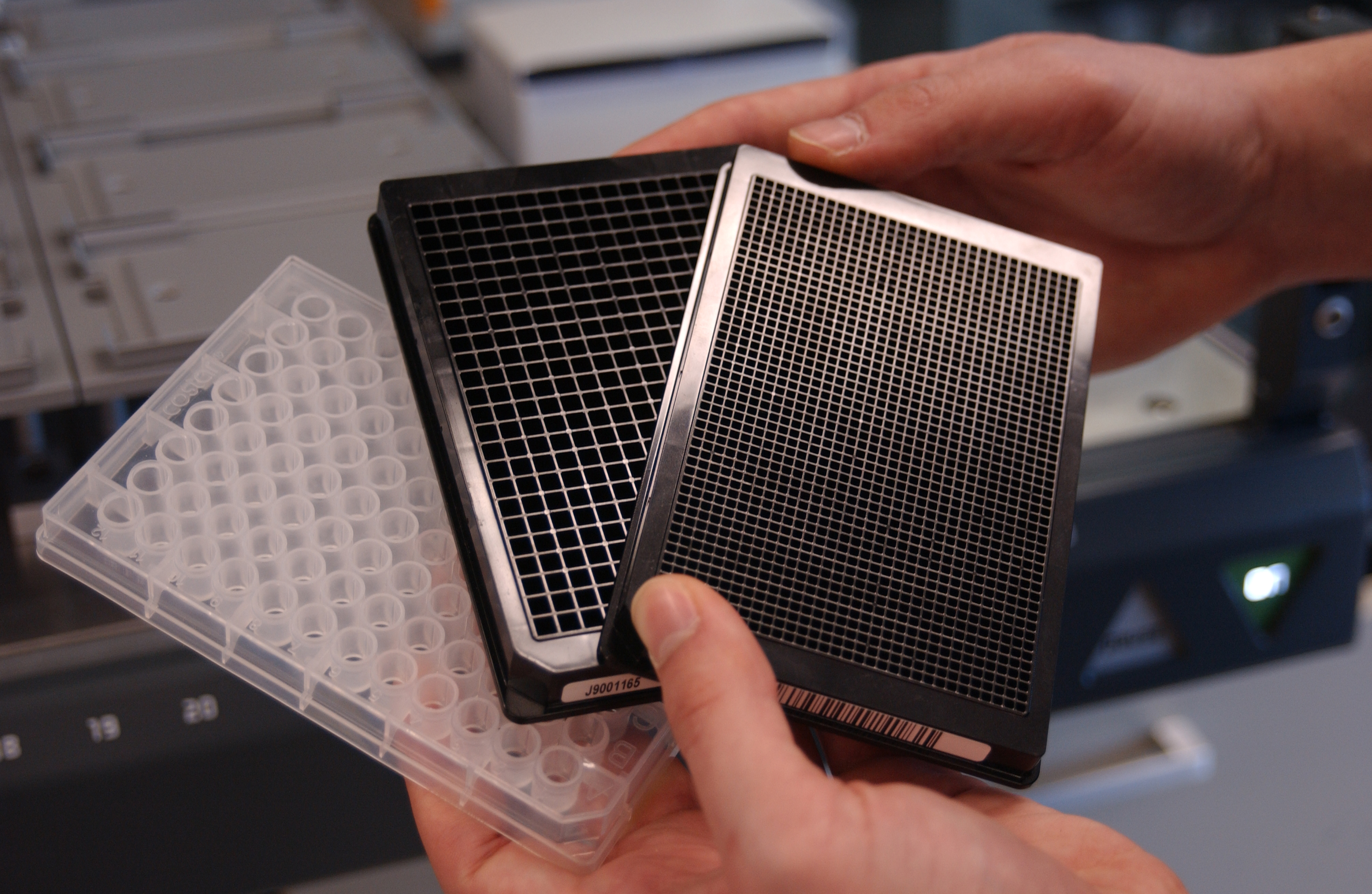
Микротитрационный планшет с 96, 384 и 1536 ячейками

Микротитрационный планшет (англ. Microtiter plate, но слово написанное с заглавной буквы «Microtiter» является зарегистрированной торговой маркой в США) или микропланшет или планшет с микроячейками — плоская прямоугольная чашка с многочисленными «ячейками», которые используются в качестве микропробирок. Микротитрационный планшет является стандартным инструментом в лабораториях, занимающихся клинической диагностикой и аналитическими исследованиями. Самое распространённое использование — в иммуноферментных анализах и в ПЦР, которые являются основой большинства современных медицинских диагностических тестов на человеке и животных. Широко используются в медико-биологических научных исследованиях.
У планшета как правило 6, 24, 96, 384 или даже 1536 ячеек, расположенных в соотношении 2:3 в прямоугольной матрице. Некоторые планшеты выпускаются даже с 3456 или 9600 ячейками. Продукт «array tape» был разработан таким образом, чтобы непрерывная полоса планшетов находилась на гибкой пластиковой ленте.
Каждая ячейка микропланшета вмещает от нескольких десятков нанолитров до нескольких миллилитров жидкости. Ячейки могут быть круглой или квадратной формы. Для использования планшета в качестве инструмента для хранения веществ, лучше всего подходят квадратные ячейки со специальными силиконовыми крышечками, которые их плотно закрывают. Планшеты могут долго храниться при низких температурах, могут быть нагреты для увеличения степени испарения растворителя из ячеек, а также могут быть запаяны фольгой или прозрачной плёнкой. Микротитрационные планшеты со встроенным слоем фильтрующих материалов были разработаны в начале 1980-х несколькими компаниями, и сегодня существуют планшеты для практически любого применения в области исследования естественных наук, например, фильтрация, разделение, оптическое определение, хранение, реакционное смешивание, культивирование клеток и определение антимикробной активности.
Невероятный рост количества исследований живых клеток привёл к тому, что было создано целое новое направление в производстве планшетов: планшеты специально для изучения клеточных культур. Поверхности этих планшетов модифицированы с использованием кислородной плазмы таким образом, чтобы их поверхность была более гидрофильной — прилипающие клетки растут на ней гораздо легче, нежели в случае, если поверхность планшета была бы сильно гидрофобной.
Использование планшетов часто предполагает применение полностью или частично автоматизированных систем дозирования, пробоподготовки и анализа.